# Мазабука
Мазабука (англ. Mazabuka) — місто в Південній провінції Замбії.

## Населення
За даними на 2013 рік чисельність населення становить 116 503 особи.
| 1990   | 2000   | 2013    |
| ------ | ------ | ------- |
| 24 596 | 47 148 | 116 503 |

## Розташування
Розташоване за 150 км на південний захід від Лусаки, на головній автомобільній та залізничній дорогах, що прямують до Лівінгстона. Висота над рівнем моря — 1101 метр.
Місто розташоване поруч із заповідником Mwanachingwala.

## Господарство
Промисловість представлена виробництвом цукру, у місті розміщується найбільший в країні виробник цукру — Zambia Sugar. Розвинене сільське господарство, основними продуктами якого крім цукрової тростини є також кукурудза, соя, бавовна, арахіс та ін. Наявне молочне і м'ясне тваринництво.

## Освіта
Є початкова школа Musikili — приватна школа-інтернат для дітей від 5 до 13 років.
Також є громадська школа Luyobolola — безкоштовна початкова школа Успенського приходу.
Мазабука є місцем проведення великого і важливого довгострокового тестування запобіжних заходів у боротьбі зі СНІДом.